# Amphitria

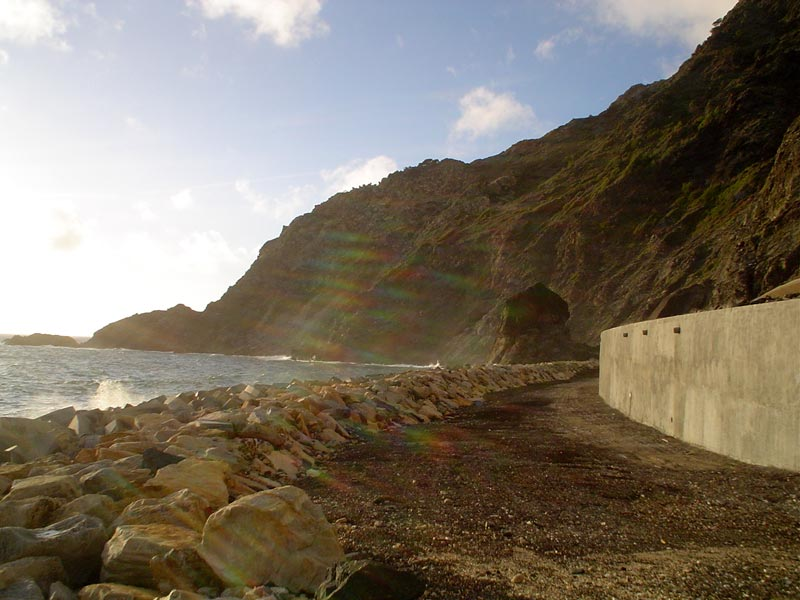
Aperçu de la digue qui protège la station d'épuration des eaux usées.

La Station de traitement des eaux usées de Cap Sicié - Amphitria, ou plus simplement nommée Amphitria, est une usine de traitement des eaux usées (STEP) située en contrebas du cap Sicié et qui traite les effluents de Toulon et ses communes, dans le Var. La capacité nominale de traitement de la station est de 500 000 équivalents-habitants.

## Présentation
Amphitria tire son nom d'Amphitrite, déesse mythologique de la mer. En accord avec la loi littoral, cette station d'épuration traite les eaux usées de Toulon, Évenos, Ollioules, le Revest, Saint-Mandrier-sur-Mer, La Seyne-sur-Mer et Six-Fours-les-Plages. Elle diffère des stations d'épuration classiques de par son architecture et son implantation discrète au pied de la falaise de 300 mètres du Cap-Sicié, site classé.

## Construction
Fin 1940 est créé le Syndicat Intercommunal de la Région Toulonnaise pour l'Évacuation en Mer des Eaux Usées. Le site du Cap Sicié est alors retenu pour l'évacuation en mer des effluents collectés par le sept communes avoisinantes. Jusqu'à 80 000 m3 d'eaux sont ainsi rejetés dans la Méditerranée par l'intermédiaire d'un émissaire de 12 km de long. L'extrémité du Cap fait face à un courant puissant qui entraîne les effluents vers le large et protège ainsi les plages avoisinantes. Comme il était admis à l'époque que la mer possédait un pouvoir épurateur inépuisable, décision fut prise de rejeter les effluents bruts, sans traitement. Il faudra attendre 1991 pour que le Syndicat Intercommunal prenne la décision de construire Amphitria, dans un souci de préservation du cadre environnemental. Elle respecte la Loi Littoral par des mesures compensatoires supplémentaires telles que la suppression des lignes électriques extérieures ou encore l'intégration discrète des ouvrages annexes à l'usine ; par exemple, l'accès à l'usine se fait par un tunnel de 1 200 mètres de long creusé dans la roche. Pour se protéger des éventuelles chutes de pierres, Amphitria est recouverte de 30 000 pneus de camions usagés (ainsi recyclés) posés horizontalement sur toute sa surface. C'est le procédé « Pneusol ». Il est agréé par le Laboratoire central des ponts et chaussées lui permet ainsi de résister à la chute d'un bloc de 7 tonnes. Des écrans anti-éboulis faits de solides maillages sont en outre chargés de retenir les plus petits blocs. La topographie complexe du terrain a nécessité l'usage du procédé Jet-Grounting qui consiste à injecter dans le sol un coulis de ciment permettant de constituer 450 pieux ancrés dans le sol. L'usine est en outre protégée des houles du grand large par une digue artificielle de 200 mètres de large par 8 mètres de haut.
Après sept années de travaux et 117,7 millions d'euros, l'usine de dépollution est fonctionnelle.

## Fonctionnement

### Informations générales
Amphitria traite l'eau, les boues et les fumées. L'usine a récemment été équipée d'un traitement biologique permettant d'épurer les eaux à 98 %. C'est, à ce jour, la seule usine du bassin méditerranéen à être conforme à la réglementation européenne. La capacité nominale de traitement de la station est de 500 000 équivalents-habitants.

### Traitement des eaux, des boues et des fumées
Article détaillé généraliste : Traitement des eaux usées

Amphitria traite les eaux usées selon les six procédés suivants :
- Prétraitement

Il permet d'éliminer grossièrement les plus gros déchets : la pollution macroscopique. Les effluents arrivés par l'émissaire sont tout d'abord réceptionnés dans une chambre de sécurité destinée à détecter des gaz dangereux. Si tel est le cas, l'usine passe alors en état d'isolement complet. Les effluents subissent ensuite un dégrillage, un relevage par pompage, un tamisage (dégrillage fin) et enfin un dessablage-déshuilage.
- Traitement physico-chimique

La coagulation, la floculation, puis la décantation lamellaire traitent les eaux de manière plus fine.
- Traitement biologique

Dernière phase du traitement des eaux, elle débarrasse les eaux usées du reste de la pollution.
- Traitement de l'air

Il est traité avec de l'acide sulfurique, de la soude et de l'eau de Javel.
- Traitement des boues

Les boues issues du prétraitement sont centrifugées puis brûlées.
- Traitement des fumées

Les fumées issues du traitement des boues sont filtrées puis traitées. Les résidus sont filtrés dissous dans un bac de dissolution.